# モッコメリアン
モッコメリアンとは、「絵を描く人が絵を描くことに専念できる世の中」の実現を目指し、アイドル活動を行う幻獣。

## 解説
ビットコインなど仮想通貨と呼ばれるものを主食とする。ニックネームは、灰色の幻獣、プロ未確認生物、polcaモンスター、雷速のモッコメリアン、モッコメリアン・トワネットなど豊富。人によって見え方が違うので未確認生物であり、未確認生物なのに確認させようとするのでプロだと言い張る。「手、ありませんけどー！ฅ(º ﾛ º ฅ)！！！」のネタがお気に入り。

## 略歴
2017年5月18日に落雷と共に日本の大阪に生まれ落ちる。落下時に日本人男性と衝突したことがきっかけで、その人の家に上がりこむ。その時に、直接脳に語りかけることができるようになったと言われている。日本の文化や歴史、社会を学ぶ中で絵描きがあれだけの技術やセンスを持ちながらもそれ一本ではゴハンを食べていけていないことを知る。「みんながモッコメリアンを描くことでゴハンが食べられるようになって欲しい」という想いを抱き、モッコメリアンの想いに共感した家主をマネージャーに従え、まずは自分が有名になるためにアイドル活動を始める。

## 名前の由来
その昔、貧しい村の飢餓を救うため、米を配る幻獣がいた。皆に慕われ、いつしかその幻獣には「a common rice（＝共通の米）」という名前が付けられていた。飢餓が去った後もその幻獣はその名前をとても気に入り、大事に抱えたまま空に消えたと言われている。数百年の時を経て落雷と共に舞い戻った幻獣はその時の記憶を持っていない。大事に抱えていた「a common rice（＝共通の米）」という文字は「moccomerian」と並びを変えて散らばっていた。

## 年表
2017年
- 7月22日 - VALUというサイトに登録し、「モッコメリアンの絵を描いてくれると買い取るキャンペーン」を開催。
- 11月6日〜12日 - 星雅(hoshimiyabi)主催の共同個展「LINKED VALU」に出資。数日間在廊。
- 11月28日 - 「モコファク[1]」の運用がスタート。「モコファク」とは、モッコメリアンファクトリーの略であり、描いてもらったモッコメリアンをグッズにして販売し、描いてくれた人に還元する仕組み。
- 12月〜2018年1月 - 絵描きなどクリエイターが食べていける仕組みを考えるため、「モフモフ超会議」を開催。多くのスペシャリストからのアドバイスを元にイベント開催が決定。

2018年
- 2月1日〜28日 - 「第1回モッコメリアン1,000（ワンサウザンド）パトロンズ」開催[2]。1,000人の人から月100円の支援があれば、月10万円になり、アルバイトなどを減らし、クリエイターが製作活動に専念する時間を生み出すことができるはず、をテーマとし、各クリエイターが1か月で一つの作品を仕上げるまでの製作過程をドキュメンタリーとして撮影（した人もいた）。チャンピオンの称号であるMOC(Most Outstanding Creator)は春野カズユキが獲得。
- 4月28日〜5月27日 - 「第1回モッコメリアンTシャツデザインコンテスト」開催[3]。モッコメリアン1000パトロンズ、100人共著プロジェクト、アパレルブランド「CAPLARITY」の共同開催。「絵が売れる」だけで生計を立てるのは難しいかもしれないと、商品やグッズなどに展開し、さらには販売していける仕組みを共有できるようにしようと、100人のクリエイターに集まってもらい、Tシャツデザインコンテストを開催した。完成後は『100人でデザインした本』をKindle本で出版し、投票してもらった。その売上で優勝商品のTシャツ24枚を製作。Tシャツデザインコンテスト優勝者は巧‐TAKUMI。
- 7月13日 - 優勝者記念パーティー開催[4]。Tシャツデザインコンテスト優勝者の巧‐TAKUMIが副賞の1日BARマスターをした。CommonBarSinglesの全面バックアップにより、当日の利益は全て優勝者の巧‐TAKUMIに贈呈。
- 10月26日 - モッコメリアンMVA記念パーティー開催[5]。第6回100人共著プロジェクトで優勝しMVAの称号を手にしたモッコメリアンのパーティーを開催。
- 11月16日 - 「モッコメリアン」商標登録　第6097941号[6]
- 11月10日〜12月9日 - ステッカーデザインコンテスト（フリースタイルクリエーション×モッコメリアンコラボ企画）開催[7]。フリースタイルクリエーションと共同開催。100名の参加者が自由にステッカーデザインを行い、twitter投票で優勝者を決定。100名募集締め切り後も応募者が続出した。ステッカーデザインコンテスト優勝者は眇眼。
- 12月7日 - 地上初の未確認生物写真集『ファーストモフモフ』がKindleから出版[8]。

2019年
- 5月15日 - 「絵を描く人が絵を描くことに専念できる世の中」の達成をより具体的にするため、モッコメリアンファクトリー株式会社を設立[9]。絵描きと契約を結び、販売代行、イベントの企画運営などを行なっている。
- 8月12日 - VALUお絵描きメンバーが執筆した「オデンクン（ちゃん）VS モッコメリアン」の合同誌がコミケで無料配布。
- 8月18日 - ステッカーデザインコンテストでの作品を集めた一冊『100人でデザインした本〜ステッカーデザイン編〜』を出版[10]。
- 10月 - 「アートモア」でステッカーを制作、販売開始。
- 10月22日〜10月31日 - 学生POPアートNo.1を決めるステッカーコンテスト、ステッカー甲子園に協賛。展示・投票会場はカフェギャラリーきのね[11]。
- 11月2日 - 創作空間cafeアトリエ日本橋店[12]の継続をかけたプロジェクトにCampfireで支援。
- 12月14日 - スポニチ広告欄で「モコファク！」の広告を掲載。

2020年
- 1月27日 - 月刊誌『mina』2020年3月号の「Love it」のコーナーにモッコメリアンファクトリー株式会社が掲載。
- 2月 - モッコメリアンファクトリー株式会社に新しい従業員「サイナス」が事務員として加入。
- 4月21日 - 「アートスペース半蔵門ANAGRA[13]」の存続のためCampfireで支援。
- 5月18日 - モッコメリアン3歳の誕生日。モッコメリアンファクトリー株式会社オリジナルグッズをshopify「モコファク！」で販売スタート[14]。
- 5月30日 - 佐賀県武雄市の棚田を守る「タナディアンロッキー[15]」プロジェクトに2年連続協賛。
- 7月 - 「モッコメリアン主題歌プロジェクト」がスタート。
- 9月 - プロ未確認生物を豪語するモッコメリアンが世界中の未確認生物を紹介するwebサイト「世界の未確認生物[16]」がスタート。
- 9月10日 - モッコメリアンファクトリー東京を設立。
- 12月25日 - メリーモッコメリアンと題してお米プレゼント企画を実施。

2021年
- 1月 - モッコメリアングッズをデザイナー柚木勇魚のデザインによりFryestyJPにて販売スタート[17]。モッコメリアンになれる「なりきりモッコメリアンパーカー」を販売。
- 2月4日 - 丑年ハッピーニューモォーーッコメリアンと題してお米プレゼント企画を実施。
- 2月21日 - マッハドッターbraveにより「モッコメリアンファンタジー」の様々なジョブステッカー（全30種類）が販売スタート。
- 3月24日 - モッコメリアンが世界中の未確認生物を紹介するwebサイト「世界の未確認生物」の正式ロゴが「未研（未確認生物研究所）」に決定。
- 4月17日〜5月16日 - 「モッコメリアン主題歌プロジェクト」でみそたろーが作詞作曲した「モッコモッコモッコメリアン」のCDジャケットコンテストを開催[18]。
- 5月18日 - モッコメリアンが4歳の誕生日を迎える。モッコメリアンがついにメジャーデビュー（という名のメジャー販売スタート）。
- 5月30日 - 佐賀県武雄市の棚田を守る「タナディアンロッキー」プロジェクトに3年連続協賛。
- 9月 - モッコメリアンファクトリー株式会社に新しい従業員「ローケン」が事務員として加入。

## コンテスト開催歴
- 2018年2月1日〜2月28日　「第1回モッコメリアン1,000(ワンサウザンド)パトロンズ[2]」開催。
- 2018年4月28日〜5月27日　「第1回モッコメリアンTシャツデザインコンテスト[3]」開催。
- 2018年11月10日〜12月9日　ステッカーデザインコンテスト（フリースタイルクリエーション×モッコメリアンコラボ企画）[7]開催。
- 2021年4月17日〜5月16日　「モッコモッコモッコメリアン」CDジャケットコンテスト[18]を開催。

## 出版
- 2018年5月19日　『100人でデザインした本〜白地Tシャツ（単色）編〜[19]』をKindle本で出版。
- 2018年12月7日　モッコメリアン写真集『ファーストモフモフ[8]』をKindle本で出版。
- 2019年8月18日　『100人でデザインした本〜ステッカーデザイン編〜[10]』をKindle本で出版。